# Вилавеско (Лоди)
Вилавеско је насеље у Италији у округу Лоди, региону Ломбардија.
Према процени из 2011. у насељу је живело 476 становника. Насеље се налази на надморској висини од 85 м.